# میجانا گورا (شهرستان کیلتسه)
میجانا گورا (شهرستان کیلتسه) (به لاتین: Miedziana Góra) یک روستا در لهستان است که در گمینا میجانا گورا واقع شده‌است. میجانا گورا ۱۰٬۰۰۰ نفر جمعیت دارد.